# Perodua Alza (первое поколение)
Perodua Alza (M500) — первое поколение Perodua Alza. Выпускалось с ноября 2009 по май 2022 года.

## Описание
Perodua Alza первого поколения был запущен в производство 23 ноября 2009 года в двух комплектациях: 1.5 Standard (EZ и SX) и Premium (EZi и SXi). Коробка передач — пятиступенчатая механическая или же четырёхступенчатая автоматическая. В 2010 году Perodua Alza стал самым продаваемым минивэном в Малайзии. Общий объём продаж — почти 42000 единиц. Среднее количество продаж Alza в месяц составляет около 2800 единиц.
В марте 2010 года в модельный ряд Perodua Alza была добавлена топовая модель — Advanced (ZHV). Вариант Advanced имеет обвес, состоящий из передней, задней и боковой юбок и заднего спойлера, кожаные чехлы на всех сиденьях, 5-дюймовый сенсорный ЖК-экран и 150-градусную камеру заднего вида.
В марте 2011 года компания Perodua запустила в производство модель ограниченной серии — Alza M2 Edition. Основанный на Alza Advanced, Alza M2 Edition имел кожаные чехлы для сидений, изготовленные на заказ коврики и специальный окрас «Midnight Blue». Он стоил столько же, сколько и Perodua Alza Advance.
В феврале 2012 года компания Perodua запустила в производство модель SR (BX и BZ). Защита от ультрафиолета находится на переднем и основном ветровых стёклах, задний стеклоочиститель и задний спойлер отсутствуют. С точки зрения безопасности, нет противотуманных фар, подушек безопасности, ABS, EBD или BA.
В июле 2012 года компания Perodua запустила в производство обновлённый вариант Perodua Alza Advanced. Основное изменение — 6-дюймовая информационно-развлекательная система, которая включает в себя GPS-навигацию, камеру заднего вида и поддерживает mini USB, SD-карты, DVD, Bluetooth и MP3/WM.
В марте 2013 года компания Perodua запустила в производство модель Alza S. Буква S обозначает «особый» (англ. «special»). Автомобиль имеет передние противотуманные фары, кожаное рулевое колесо, задний спойлер, хромированные дверные ручки (внутри) и окрашенные дверные подлокотники.

### Первый рестайлинг
Perodua Alza прошёл первый рестайлинг в январе 2014 года. Комплектации: Standard (МКПП и АКПП), SE (Special Edition, МКПП и АКПП) и Advanced (только АКПП). Изменения коснулись радиаторной решётки, бамперов и легкосплавных колёсных дисков. Вариант Advanced имеет мультимедийную систему с навигацией и камерой заднего вида. Окрасы: Ivory White, Ebony Black, Glumining Silver, Mystical Purple и Passion Red.

19 сентября 2015 года компания Perodua запустила в производство модель Perodua Alza S. Автомобиль имеет обвес в стиле SE, прозрачные задние фонари и передние противотуманные фары. В салоне имеются кожаное рулевое колесо с аудиопереключателями, аудиосистема с возможностью подключения USB и Bluetooth и приборная панель с белой подсветкой. Perodua Alza S имеет эксклюзивный окрас Metallic Electric Blue.
- Вид спереди
- Вид сзади

### Второй рестайлинг
5 сентября 2012 года Perodua Alza прошёл второй рестайлинг. Комплектации: Standard (МКПП и АКПП), SE (только АКПП) и Advance (только АКПП). Тем не менее, косметические обновления были зарезервированы только для вариантов SE и Advance. Косметические изменения: переработанный передний бампер с увеличенным нижним воздухозаборником, переработанная радиаторная решётка с двумя полосами, обновлённые боковые юбки, обновлённый задний бампер и переработанная облицовка задней двери. Во всех комплектациях имеется ABS. Также переработаны графика приборной панели, внешний вид центральной консоли, дистанционное управление двумя движениями, фиксированные рёбра между передними центральными вентиляционными отверстиями, улучшенный испаритель и улучшенные теплообменные трубопроводы. Варианты SE и Advance имеют переработанные кожаные сиденья и головное устройство с сенсорным экраном на базе Android с функциями Smart Link, Bluetooth, навигацией и камерами заднего вида, в то время как варианты Standard и SE имеют головное устройство с функциями USB и Bluetooth.

К 2022 году было продано более 400000 Alza.
- Вид спереди
- Вид сзади
- Интерьер

## Безопасность
Perodua Alza получил 4-звёздочный рейтинг ASEAN NCAP.
| Функции безопасности | Функции безопасности | Функции безопасности | Функции безопасности | Функции безопасности | Функции безопасности | Функции безопасности  | Функции безопасности | Функции безопасности | Функции безопасности | Функции безопасности | Функции безопасности | Функции безопасности | Функции безопасности | Функции безопасности |
| Вариант              | До рестайлинга       | До рестайлинга       | До рестайлинга       | До рестайлинга       | До рестайлинга       | До рестайлинга        | До рестайлинга       | Первый рестайлинг    | Первый рестайлинг    | Первый рестайлинг    | Первый рестайлинг    | Второй рестайлинг    | Второй рестайлинг    | Второй рестайлинг    |
| Вариант              | Standard             | Premium              | Advance              | M2                   | SR                   | Advance (обновлённый) | Alza S               | Standard             | Special Edition      | Advance              | S                    | S                    | SE                   | AV                   |
| -------------------- | -------------------- | -------------------- | -------------------- | -------------------- | -------------------- | --------------------- | -------------------- | -------------------- | -------------------- | -------------------- | -------------------- | -------------------- | -------------------- | -------------------- |
| Рынок                | Малайзия             | Малайзия             | Малайзия             | Малайзия             | Малайзия             | Малайзия              | Малайзия             | Малайзия             | Малайзия             | Малайзия             | Малайзия             | Малайзия             | Малайзия             | Малайзия             |
| ABS + EBD + BA       | ✘                    | ✔                    | ✔                    | ✔                    | ✘                    | ✔                     | ✘                    | ✘                    | ✔                    | ✔                    | ✘                    | ✔                    | ✔                    | ✔                    |
| Подушки безопасности | 0                    | 2 (спереди)          | 2 (спереди)          | 2 (спереди)          | 0                    | 2 (спереди)           | 0                    | 2 (спереди)          | 2 (спереди)          | 2 (спереди)          | 2 (спереди)          | 2 (спереди)          | 2 (спереди)          | 2 (спереди)          |

## Недостатки
В самом начале производства автомобиль Perodua Alza получил множество негативных комментариев от владельцев о качестве сборки и изготовлении. Среди опубликованных жалоб:
- тормозные колодки выделяют слишком много тормозной пыли при использовании;
- неисправные дисковые тормоза;
- плохая шумоизоляция на скоростях свыше 70 км/ч;
- пары бензина, обнаруженные после заправки на станции;
- недостаточное утепление крыши, особенно в дождливые дни;
- сломанные дверные рычаги; необычные звуки, исходящие из системы кондиционирования;
- необычное накопление тепла на заднем правом сидении, вибрация рулевой рейки и шумы на неровной дороге;
- вода, поступающая через передние фары.

Неравномерная краска приводит к тому, что внешняя часть легко царапается. Также сообщалось о неравномерной защите от ржавчины.
До начала 2012 года компания Perodua не отзывала модель Alza. В мае того же года компания Perodua издала приказ об отзыве Alza за удлинение трубы кондиционера, которая ранее могла вызывать ржавчину на рулевой рейке.
В октябре 2014 года начали появляться вирусные фотографии, показывающие разобранный задний мост Alza, и в ответ автопроизводитель Perodua заявил, что это произошло из-за аварии, и в этом нет вины ни неисправным деталям, ни другим проблемам с качеством. Они пригрозили подать в суд на тех, кто распространяет фотографии.

## Экспорт

### Бруней
Perodua Alza продавался в Брунее с 2016 года официальным дистрибьютором GHK Motors Sdn Bhd. Комплектация: 1.5 SE. Коробка передач — четырёхступенчатая автоматическая или же пятиступенчатая механическая. 3 мая 2019 года автомобиль прошёл рестайлинг.

## Продажи
| Год  | Малайзия |
| ---- | -------- |
| 2009 | 2,849    |
| 2010 | 41,934   |
| 2011 | 37,400   |
| 2012 | 41,381   |
| 2013 | 46,036   |
| 2014 | 55,320   |
| 2015 | 39,336   |
| 2016 | 35,046   |
| 2017 | 28,034   |
| 2018 | 24,389   |
| 2019 | 15,337   |
| 2020 | 14,691   |
| 2021 | 14,828   |
| 2022 | 24,240   |